# Авангард (Одесская область)
Аванга́рд (укр. Авангард) — посёлок в Одесском районе Одесской области Украины. Является пригородом Одессы

## Географическое положение
Расположен в северно-восточной части Одесского района в верховьях Сухолиманской балки. Расстояние до Одессы 11.3 км.

## История
На 1 января 2024 года численность населения составляла 8090 человека.